# Cebrenninus
Cebrenninus Simon, 1887 è un genere di ragni appartenente alla famiglia Thomisidae.

## Distribuzione
Le cinque specie note di questo genere sono diffuse in Indonesia, nella regione indocinese, in Cina e nelle Filippine

## Tassonomia
Il genere Ocyllus Thorell, 1887 è considerato dall'aracnologo Lehtinen, in un lavoro del 2002, un sinonimo di Cebrenninus.
Non sono stati esaminati esemplari di questo genere dal 2014.
A giugno 2014, si compone di cinque specie ed una sottospecie:
- Cebrenninus annulatus (Thorell, 1890) — Sumatra
- Cebrenninus laevis (Thorell, 1890) — Sumatra
- Cebrenninus rugosus Simon, 1887[2] — Giava, Sumatra, Borneo, Filippine, Thailandia, Laos, Malesia, Cina
- Cebrenninus scabriculus (Thorell, 1890) — Giava, Borneo, Sumatra
  - Cebrenninus scabriculus sulcatus (Thorell, 1890) — Sumatra
- Cebrenninus srivijaya Benjamin, 2011 — Sumatra

### Sinonimi
- Cebrenninus kalawitanus (Barrion & Litsinger, 1995); trasferita qui dall'ex-genere Cupa, oggi denominato Epidius Thorell, 1877, e posta in sinonimia con C. rugosus Simon, 1887 a seguito di un lavoro degli aracnologi Tang et al., del 2009.